# Arendtsøya
Arendtsøya est une petite île du Svalbard située au sud d'Edgeøya, à l'entrée du fjord Tjuvfjorden. Elle fait partie de l'archipel des Kong Ludvigøyane dont elle est l'île la plus septentrionale.
L'île compte trois rochers, deux au sud-ouest et un au sud-est.
Elle doit son nom à Karl Arendts.